# Кубок наслідного принца Катару 2002
Кубок наслідного принца Катару 2002 — 8-й розіграш турніру. Матчі відбулися з 4 по 10 травня 2002 року між чотирма найсильнішими командами Катару сезону 2001—02. Титул переможця змагання виборов клуб Катар СК, котрий з рахунком 2:0 переміг у фіналі Аль-Іттіхад.
| Володар Кубка наслідного принца Катару 2002 |
| ------------------------------------------- |
|                                             |
| Катар СК Перший титул                       |

## Формат
У турнірі взяли чотири найуспішніші команди Чемпіонату Катару 2001-02.
- Чемпіон — «Аль-Іттіхад»
- Віце-чемпіон — «Катар СК»
- Бронзовий призер — «Ар-Райян»
- 4 місце — «Ас-Садд»

## Півфінали

### Перші матчі
| 4 травня 2002 |

| Аль-Іттіхад     | 1:1 | Ас-Садд          |
| --------------- | --- | ---------------- |
| Аль-Захрані 53' |     | Ахмед Халіфа 63' |

|  |

| 4 травня 2002 |

| Катар СК                                       | 3:1 | Ар-Райян            |
| ---------------------------------------------- | --- | ------------------- |
| Аль-Буайнеїн 4' Адмілсон 21' (пен.) Амоута 50' |     | Абдулсалам Соух 57' |

|  |

### Повторні матчі
| 6 травня 2002 |

| Ар-Райян | 0:0 | Катар СК |
| -------- | --- | -------- |
|          |     |          |

|  |

| 6 травня 2002 |

| Ас-Садд                       | 2:2 пен. 6:7 | Аль-Іттіхад            |
| ----------------------------- | ------------ | ---------------------- |
| Бенарбія 25' Джафал Рашид 73' |              | Емад Мохаммед 71', 83' |

|  |

## Фінал
| 10 травня 2002 |

| Катар СК                | 2:0 | Аль-Іттіхад |
| ----------------------- | --- | ----------- |
| Амоута 42' Адмілсон 69' |     |             |

|  |